# Nordlig vägglav
Nordlig vägglav (Xanthomendoza borealis) är en lavart som först beskrevs av R. Sant. & Poelt, och fick sitt nu gällande namn av Søchting, Kärnefelt & S. Y. Kondr. Xanthomendoza borealis ingår i släktet Xanthomendoza och familjen Teloschistaceae.   Inga underarter finns listade i Catalogue of Life.
I den svenska databasen Dyntaxa används istället namnet Xanthoria borealis för samma taxon.  Arten är reproducerande i Sverige.